# كولومبو هوراسيو
كولومبو هوراسيو (بالإسبانية: Horacio Colombo) مواليد 1934 ، هو لاعب كرة سلة أرجنتيني سابق.